# Castillo de Grallera
El Castillo de Grallera era un castillo, actualmente derruido, del municipio de Vallcebre en la comarca del Bergadá, provincia de Barcelona. Parece que estaba situado en las inmediaciones de la iglesia de San Julián de Fréixens, en el camino que lleva a Maçaners. Forma parte del Inventario del Patrimonio Arquitectónico de Cataluña.

## Descripción
No se conserva ningún resto de este castillo, que debía estar situado dentro del término de Sant Julià de Fréixens, muy cerca del camino que iba a Maçaners.

## Noticias históricas
El castillo aparece documentado desde el año 1255 con Juan Bernat de Grallera como señor del castillo, que adopta el título de « 'miles de Baucebre' ». En el año 1255 arrienda una casa ante el Puig de Avellanet. Hijo de Juan fue Bernat de Grallera, casado con Gaia. En 1293 los Grallera arrendaron el mas Solana de la parroquia de San Juliá de Vallcebre. La familia Grallera residió siempre en el castillo pero tenía esparcidos una parte de sus dominios y propiedades por la baronía de Pinós. La familia está documentada hasta finales del siglo XIV. El castillo no tenía término y estaría inscrito dentro de un dominio superior como el castillo de Guardiola o el monasterio de San Lorenzo de Bagá.